# Нова Рача
Нова Рача је насељено место и средиште општине у Бјеловарско-билогорској жупанији, Република Хрватска.

## Историја
До нове територијалне организације подручје општине налазило се у саставу бивше велике општине Бјеловар.

## Становништво
На попису становништва 2011. године, општина Нова Рача је имала 3.433 становника, од чега у самој Новој Рачи 469.

## Попис 1991.
На попису становништва 1991. године, насељено место Нова Рача је имало 570 становника, следећег националног састава:
| Попис 1991.‍  | Попис 1991.‍  | Попис 1991.‍ | Попис 1991.‍ | Попис 1991.‍ |
| ------------ | ------------ | ----------- | ----------- | ----------- |
|              |              |             |             |             |
| Хрвати       | Хрвати       |             | 518         | 90,87%      |
| Југословени  | Југословени  |             | 23          | 4,03%       |
| Срби         | Срби         |             | 13          | 2,28%       |
| Албанци      | Албанци      |             | 4           | 0,70%       |
| Чеси         | Чеси         |             | 3           | 0,52%       |
| Пољаци       | Пољаци       |             | 1           | 0,17%       |
| неопредељени | неопредељени |             | 5           | 0,87%       |
| непознато    | непознато    |             | 3           | 0,52%       |
| укупно: 570  |              |             |             |             |